# Hodný a zlý policajt
Hodný a zlý policajt (též známá jako technika Mutt a Jeff) je psychologická manipulační taktika používaná při výsleších a vyjednáváních. Spočívá v tom, že dvojice osob vůči dotazovanému zaujímá protikladné přístupy. Jeden z vyšetřovatelů vystupuje nepřátelsky nebo obviňujícím způsobem a hrozí tresty, zatímco druhý zaujímá vstřícný a soucitný postoj, nabízející odměny. Cílem této metody je přimět subjekt ke spolupráci. Jedná se o příklad tzv. Reidovy metody.

## Provedení techniky
Metoda zlého policajta spočívá v agresivním a negativním přístupu k vyslýchanému. Zahrnuje přímé obvinění, urážlivé poznámky, výhrůžky a obecně vytváří napětí a nepřátelství. To připravuje půdu pro hodného policajta, který vystupuje vstřícně, podporuje vyslýchaného a projevuje pochopení. Hodný policajt chrání subjekt před zlým policajtem, čímž může vzbudit důvěru nebo strach z dalšího jednání zlého policajta. Vyslýchaný tak často hledá útočiště u hodného policajta a poskytne požadované informace.
Při využití této taktiky v rámci vyjednávání mimo kontext výslechu se hodnej policajt snaží přesvědčit protistranu k dohodě s náznakem, že pokud dohoda nevznikne, vrátí se zlej policajt. Role mohou být i otočené – hodnej policajt mluví většinu času, zatímco ten zlý zasahuje jen k vyvíjení tlaku na dosažení spolupráce. Nevýhodou této metody je její snadné rozpoznání, přičemž přístup zlého policajta může vyslýchaného zcela odcizit.